# Progesteron 5a-reduktaza
Progesteron 5a-reduktaza (EC 1.3.1.30, steroidna 5-alfa-reduktaza, Delta4-steroidna 5alfa-reduktaza (progesteron)) je enzim sa sistematskim imenom 5alfa-pregnan-3,20-dion:NADP+ 5-oksidoreduktaza. Ovaj enzim katalizuje sledeću hemijsku reakciju
5alfa-pregnan-3,20-dion + NADP+ {\displaystyle \rightleftharpoons } progesteron + NADPH + H+
Testosteron i 20 alfa-hidroksi-4-pregn-3-on mogu da deluju umesto progesterona.

## Literatura
- Nicholas C. Price; Lewis Stevens (1999). Fundamentals of Enzymology: The Cell and Molecular Biology of Catalytic Proteins (Third изд.). USA: Oxford University Press. ISBN 019850229X.
- Eric J. Toone (2006). Advances in Enzymology and Related Areas of Molecular Biology, Protein Evolution (Volume 75 изд.). Wiley-Interscience. ISBN 0471205036.
- Branden C; Tooze J. Introduction to Protein Structure. New York, NY: Garland Publishing. ISBN 0-8153-2305-0.
- Irwin H. Segel. Enzyme Kinetics: Behavior and Analysis of Rapid Equilibrium and Steady-State Enzyme Systems (Book 44 изд.). Wiley Classics Library. ISBN 0471303097.

## Spoljašnje veze
- Progesterone+5alpha-reductase на 